# Wioślarstwo na Letnich Igrzyskach Olimpijskich 1948 – dwójka bez sternika mężczyzn
Rywalizacja w dwójkach bez sternika mężczyzn w wioślarstwie na Letnich Igrzyskach Olimpijskich 1948 rozgrywana była między 5 a 9 sierpnia 1948 na torze regatowym Henley Royal Regatta w Henley-on-Thames.
Wystartowało 12 osad z 12 krajów.

## Terminarz
| Data            |           |
| --------------- | --------- |
| 5 sierpnia 1948 | Runda 1   |
| 6 sierpnia 1948 | Repasaże  |
| 7 sierpnia 1948 | Półfinały |
| 9 sierpnia 1948 | Finały    |

## Format
W rundzie 1 rozegrano cztery wyścigi, z których zwycięskie osady awansowały do półfinału, pozostałe zaś do repasaży. Z trzech wyścigów repasażowych zwycięskie osady z każdego wyścigu awansowały do półfinału, pozostałe osady odpadały z rywalizacji. Z trzech wyścigów półfinałowych zwycięskie osady z każdego wyścigu awansowały do finału.

## Wyniki

### Runda 1
Bieg 1
| Miejsce | Narodowość | Zawodnik                   | Czas   | Kwal. |
| ------- | ---------- | -------------------------- | ------ | ----- |
| 1.      | Szwajcaria | Hans Kalt Josef Kalt       | 7:20,4 | Q     |
| 2.      | Australia  | Spencer Grace Ted Bromley  | 7:26,8 |       |
| 3.      | Dania      | Jorn Snogdahl Søren Jensen | 7:28,3 |       |

Bieg 2
| Miejsce | Narodowość      | Zawodnik                      | Czas   | Kwal. |
| ------- | --------------- | ----------------------------- | ------ | ----- |
| 1.      | Wielka Brytania | Jack Wilson Ran Laurie        | 7:20,3 | Q     |
| 2.      | Włochy          | Bruno Boni Felice Fanetti     | 7:22,2 |       |
| 3.      | Argentyna       | Oscar Moreno Carlos Sambuceti | 7:54,2 |       |

Bieg 3
| Miejsce | Narodowość        | Zawodnik                            | Czas   | Kwal. |
| ------- | ----------------- | ----------------------------------- | ------ | ----- |
| 1.      | Austria           | Gert Watzke Kurt Watzke             | 7:19,3 | Q     |
| 2.      | Stany Zjednoczone | John Wade Ralph Stephan             | 7:20,3 |       |
| 3.      | Szwecja           | Evert Gunnarsson Bernt Torberntsson | 7:36,3 |       |

Bieg 4
| Miejsce | Narodowość | Zawodnik                       | Czas   | Kwal. |
| ------- | ---------- | ------------------------------ | ------ | ----- |
| 1.      | Brazylia   | Pércio Zancani Paulo Diebold   | 7:33,1 | Q     |
| 2.      | Belgia     | Charles Van Antwerpen Jos Rosa | 7:35,0 |       |
| 3.      | Francja    | Paul Rothley Paul Heitz        | 7:36,2 |       |

### Repasaże
Bieg 1
| Miejsce | Narodowość        | Zawodnik                  | Czas   | Kwal. |
| ------- | ----------------- | ------------------------- | ------ | ----- |
| 1.      | Włochy            | Bruno Boni Felice Fanetti | 7:24,6 | Q     |
| 2.      | Stany Zjednoczone | John Wade Ralph Stephan   | 7:30,5 |       |
| 3.      | Francja           | Paul Rothley Paul Heitz   | 7:42,3 |       |

Bieg 2
| Miejsce | Narodowość | Zawodnik                       | Czas   | Kwal. |
| ------- | ---------- | ------------------------------ | ------ | ----- |
| 1.      | Dania      | Jorn Snogdahl Søren Jensen     | 7:26,4 | Q     |
| 2.      | Belgia     | Charles Van Antwerpen Jos Rosa | 7:34,4 |       |
| 3.      | Argentyna  | Oscar Moreno Carlos Sambuceti  | 7:45,7 |       |

Bieg 3
| Miejsce | Narodowość | Zawodnik                            | Czas   | Kwal. |
| ------- | ---------- | ----------------------------------- | ------ | ----- |
| 1.      | Australia  | Spencer Grace Ted Bromley           | 7:28,4 | Q     |
| 2.      | Szwecja    | Evert Gunnarsson Bernt Torberntsson | 7:34,9 |       |

### Półfinały
Bieg 1
| Miejsce | Narodowość | Zawodnik                  | Czas   | Kwal. |
| ------- | ---------- | ------------------------- | ------ | ----- |
| 1.      | Szwajcaria | Hans Kalt Josef Kalt      | 7:47,3 | Q     |
| 2.      | Australia  | Spencer Grace Ted Bromley | 7:54,5 |       |
| 3.      | Austria    | Gert Watzke Kurt Watzke   | 8:03,1 |       |

Bieg 2
| Miejsce | Narodowość | Zawodnik                   | Czas   | Kwal. |
| ------- | ---------- | -------------------------- | ------ | ----- |
| 1.      | Włochy     | Bruno Boni Felice Fanetti  | 7:52,8 | Q     |
| 2.      | Dania      | Jorn Snogdahl Søren Jensen | 7:54,3 |       |

Bieg 3
| Miejsce | Narodowość      | Zawodnik                     | Czas   | Kwal. |
| ------- | --------------- | ---------------------------- | ------ | ----- |
| 1.      | Wielka Brytania | Jack Wilson Ran Laurie       | 8:05,9 | Q     |
| 2.      | Brazylia        | Pércio Zancani Paulo Diebold | 8:18,6 |       |

### Finał
| Miejsce | Narodowość      | Zawodnik                  | Czas   |
| ------- | --------------- | ------------------------- | ------ |
| złoto   | Wielka Brytania | Jack Wilson Ran Laurie    | 7:21,1 |
| srebro  | Szwajcaria      | Hans Kalt Josef Kalt      | 7:23,9 |
| brąz    | Włochy          | Bruno Boni Felice Fanetti | 7:31,5 |